# 암브림섬

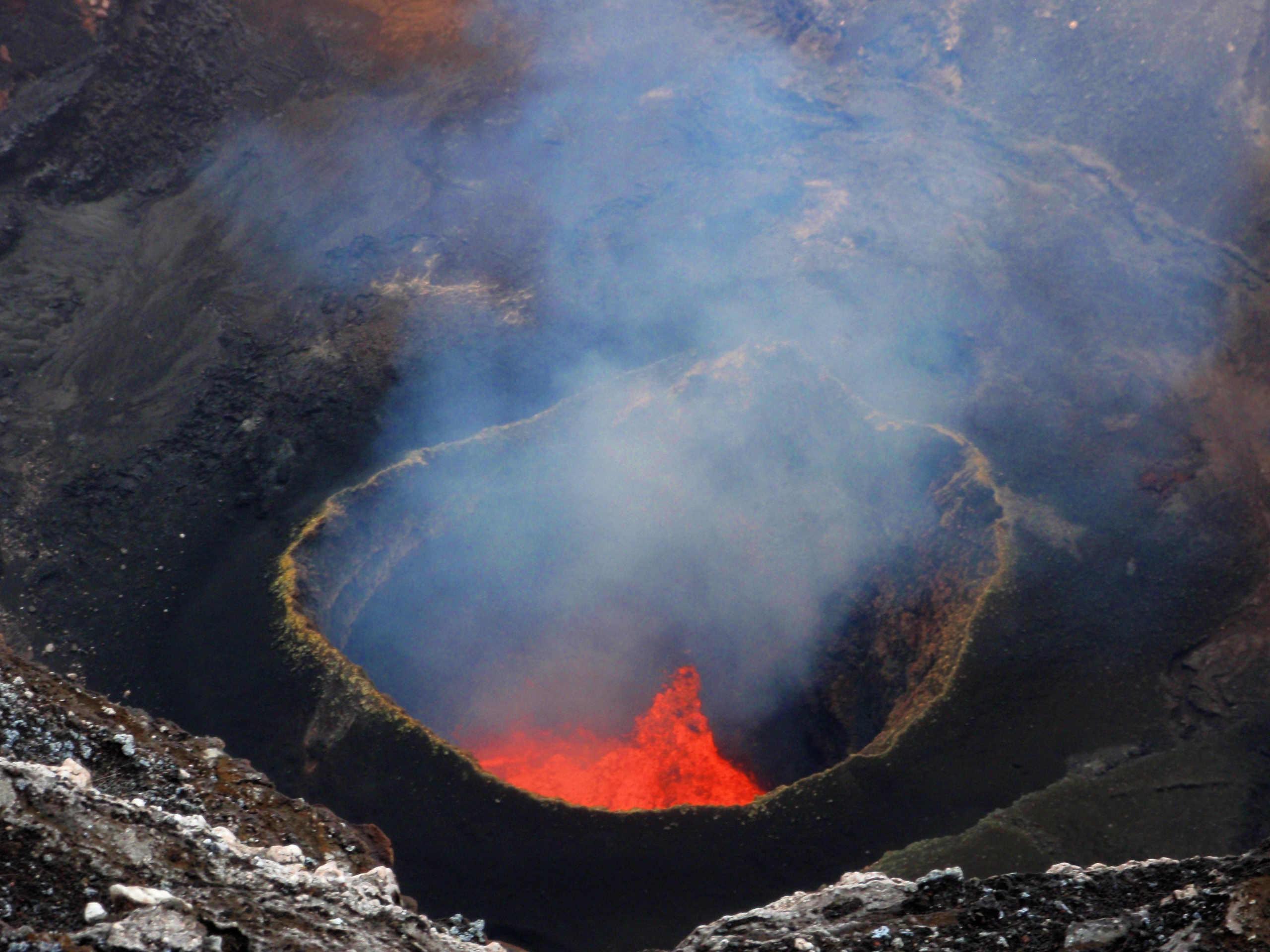

암브림섬(Ambrym) 혹은 엠브라임섬은 바누아투에 위치한 큰 섬으로, 이 섬은 화산섬이다.
이 섬은 2개의 화산을 포함하고 있는데, 하나는 벤보(Benbow)와 마룸(Marum)이라고 하는 활화산의 화구가 있다. 그 중 마룸 화산에는 아직도 부글거리는 용암호가 있으며, 이 용암호는 계속 요동쳐서 탐사대가 실수라도 하면 용암이 닿을 수 있다. 그리고 중앙에는 거대한 칼데라가 있는데, 그 안에 벤보 화산과 마룸 화산이 자리잡고 있는 것이다. 이 섬은 대표적인 암설 순상 화산이다.